# Dominik Iturrate Zubero
Dominik Iturrate Zubero, właśc. hiszp. Domingo Iturrate Zubero (ur. 26 maja 1901 w Dima w dzis. Vizcaya, zm. 7 kwietnia 1927 w Belmonte w Murcji) – baskijski trynitarz (OSsT), błogosławiony Kościoła rzymskokatolickiego.

## Życiorys
W roku 1916 wstąpił do Zakonu Trójcy Przenajświętszej (trynitarze). W 1918 roku został wysłany na studia do Rzymu na Papieski Uniwersytet Gregoriański. W roku 1926 otrzymał święcenia kapłańskie.
W 1927 zaraził się gruźlicą. Zmarł w klasztorze w Belmonte w opinii świętości.
Został beatyfikowany przez papieża Jana Pawła II w dniu 30 października 1983 roku.